# Werner Heider
Werner Heider (Fürth, Beieren, 1 januari 1930) is een freelance componist, pianist en dirigent in Erlangen.

## Leven
Heider studeerde bij Willy Spilling in Neurenberg en aan de Hochschule für Musik und Theater in München. Tot en met het jaar 2005 publiceerde hij ongeveer 120 van zijn composities, waarvan er ongeveer 50 op plaat of cd verschenen. Hij voerde ongeveer 100 werken van hedendaagse componisten uit op concerten, radio- en plaatopnamen, deels premières.

## Activiteiten
Als dirigent, pianist of artistiek leider werkte hij mee aan:
- „Colloquium musicale“
- „Confronto“ - kamermuziek en jazz, Third Stream
- Trio: Colbentson – Hans Deinzer - Heider
- Solo: mein Klavier und ich (Mijn piano en ik)

Sinds 1968 is hij leider van het Ars Nova-ensemble in Nürnberg. 

## Prijzen en onderscheidingen
- 1957 Cultuurprijs van de stad Neurenberg
- 1965 Compositieprijs van de stad Stuttgart
- 1965/67 Stipendium van de Duitse Academie Villa Massimo in Rome
- 1968 Cultuurprijs  van de stad Erlangen
- 1969 Berlijn-Stipendium van de Senaat voor wetenschap en kunst
- 1970 Cultuurprijs van de stad Fürth
- 1985 Wolfram-von-Eschenbach-Prijs (Cultuurprijs van het Regierungsbezirk Middel-Franken)
- 1990 Cultuurprijs van de stad Neurenberg
- 1995 Otto-Grau-Cultuurprijs
- 1999 Friedrich-Baur-Prijs van de Beierse academie voor de schone Kunsten